# Alstereck VfW
Der Alstereck Verein für Wassersport ist ein Kanusportverein in Hamburg-Fuhlsbüttel. Er bietet dort hauptsächlich die Sportarten Kanurennsport und Kanuwandern an.

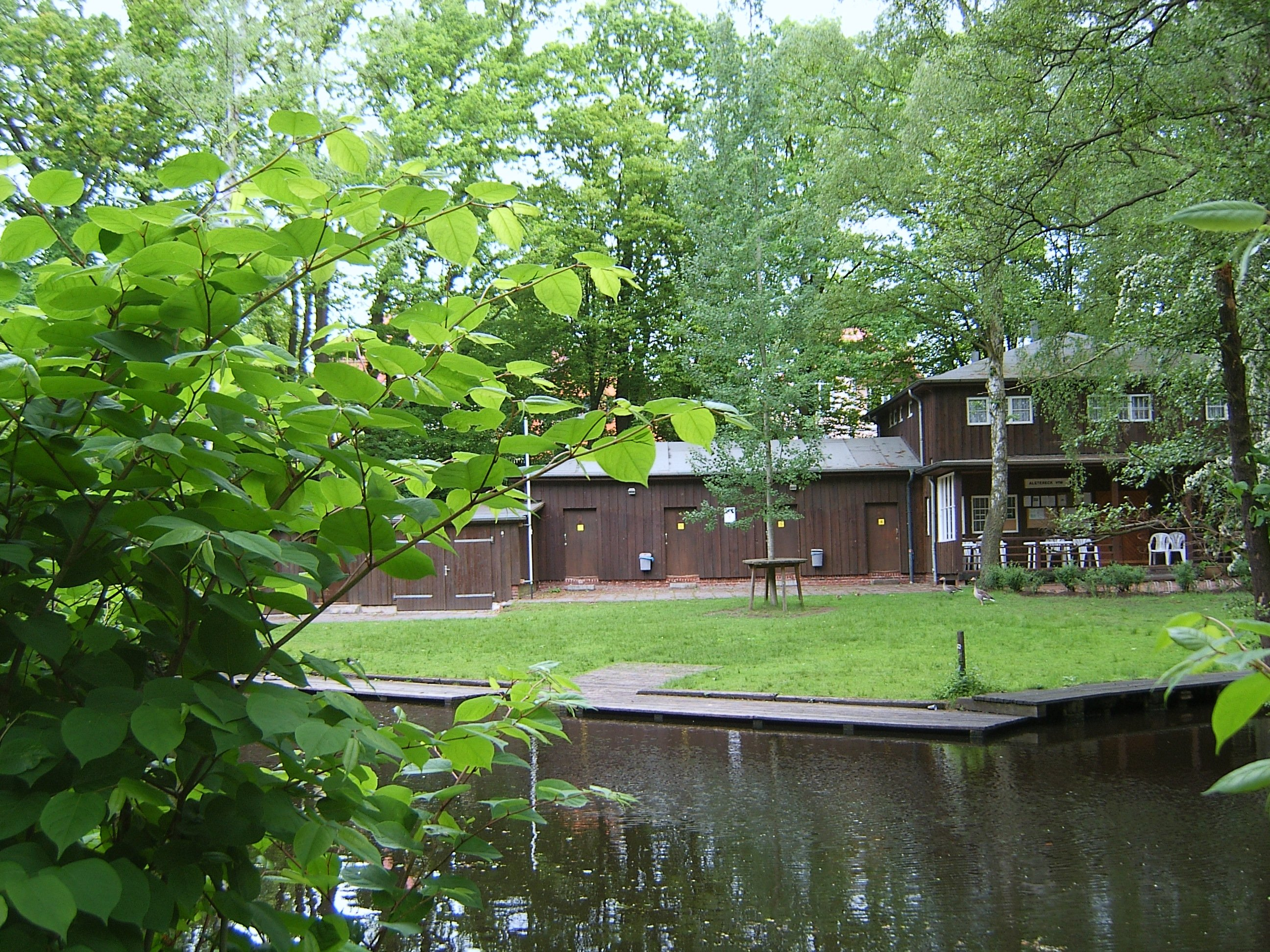
Bootshaus

## Geschichte
Der Verein wurde am 13. November 1923 gegründet. In den ersten Jahren war das Bootshaus nicht mehr als ein kleiner Schuppen am heutigen Standort Brombeerweg 74. Ab 1929 wurde das Bootshaus mit seinen Bootsschuppen und Clubraum in aufwändiger Holz-Fachwerkbauweise abschnittsweise erbaut.
In den Anfangsjahren wurde der Sport mit geliehenen oder selbstgebauten Booten betrieben, doch bereits in den 1930er Jahren stellten sich viele nationale Erfolge ein, so dass der Verein in den Statistiken zu den 10 erfolgreichsten Vereinen Deutschlands zählte. In den 1950ern und 1970ern gab es jeweils noch einmal Hochzeiten des Kanurennsports beim Alstereck. Danach wurde der Verein hauptsächlich auf den Kanuwandersport ausgerichtet, besitzt aber eine immer noch sehr aktive Rennsportgruppe die auch in den 1990ern und zu Beginn des 21. Jahrhunderts einige Norddeutsche Meister und Norddeutsche Vize-Meister wie Henning Schmitt, Lars Glaeske, Jens Glaeske und Tiemo Krüger in den Bootsklassen K2 (Kajak-Einer) und K4 (Kajak-Vierer) hervorgebracht hat.
Der 2003 verstorbene ehemalige Sportwart des Vereins Heinz Köhler war in den 1980ern federführend am Ausbau der Dove Elbe (Hamburg-Allermöhe) zu einer professionellen Regattastrecke für den Kanu- und Rudersport (Olympiastützpunkt Kanu und Rudern Hamburg) beteiligt und sein persönliches Lebenswerk für und im Verein und Verband vollendet.

## Sportler und Erfolge (unvollständig)

### Herren
- Dr. Hans Lefknecht - Kajak 1er (K I) -3. Platz Deutsche Meisterschaft[1]
- Fürus/Bachmann – Canadier 2er (C II) – mehrfache Deutsche Meister 1931–1933 (1000 m)[1]
- Bruno Patega – Canadier 1er (C I) – Europa-Vizemeister 1936 - Deutscher Vizemeister 1936 - Teilnahme an den Olympischen Spielen in Berlin als Ersatzfahrer C1 1936[1]
- Grigoleit/Frank - Kajak 2er (K II) - Deutsche Vizemeister 1955 (10000 m); 3. Platz DM 1954 und 1955 (1000 m)[2]
- C8 Herren 1000 m 3. Platz DM 1956[2]
- Harry Koop - Canadier 1er (C I) - Deutscher Meister 1960 (1000 m); Deutscher Vizemeister 1957 (1000 m) + 1958 (10000 m)[2]
- Harry Koop/Meyerhoff - Candier 2er (C II) - Deutsche Meister 1959 (1000 m), Deutsche Vizemeister 1960 (1000 m)[2]
- Alfons Koop - Canadier 1er (C I) - Deutscher Meister 1961 (500 m), Deutscher Vizemeister 1962 (500 m)[2]

### Damen
- Elsa Bromeis (verh. von Staden) - Kajak 1er (K I) - Europa-Vizemeisterin 1934 (500 m, in Kopenhagen), schnellste Deutsche 1935 (500 m), Deutsche Vizemeisterin 1949 (500 m)[1]
- Elsa Bromeis/Hilda Popist (verh. Retzlaff) - Kajak 2er (K II) - schnellste Deutsche 1935 (500 m)[1]
- Elsa von Staden/Hilda Retzlaff/Marianne Popist/Ursel Retzlaff - K IV - 3. Platz DM 1949[1]
- Buck/Wagner - Kajak 2er (K II) - Deutsche Vizemeister 1956 (500 m)[2]
- Buck/Wagner/Hinz/Retzlaff - Kajak 4er (K IV) - 3. Platz DM 1956 (500 m)[2]

(Bei den Damen gab es erst ab 1937 den Titel Deutsche Meisterschaft, daher davor „schnellste Deutsche“)

## Lage
Das Bootshaus am Brombeerweg 74 in Hamburg-Fuhlsbüttel liegt am rechten Ufer des Oberlaufs der Alster (Flusskilometer 47,1 - Latitude:
53.632379 Longitude: 10.033436) und ist das nördlichste Vereinsbootshaus an der Alster (etwa 1,5 km oberhalb der Fuhlsbüttler Schleuse).
Mitten im grünen Urwald der Stadt können von hier Touren flussaufwärts durch den naturbelassenen Teil des Flusses oder flussabwärts auf der kanalisierten Alster und ihren Kanälen bis zur Außen- und Binnenalster oder Elbe gestartet werden.

## Trivia
Im Jahr 2012 wurde ein Kanal im Inselpark (neu geschaffen für die Internationale Gartenausstellung Hamburg 2013) in Hamburg-Wilhelmsburg nach der Sportlerin Elsa Bromeis benannt: Der Elsa-Bromeis-Kanal.